# Batalla de Moscú
La batalla de Moscú (ruso: Битва за Москву, tr: Bitva za Moskvu; en alemán: Schlacht um Moskau) es el nombre dado por los historiadores soviéticos a dos periodos de lucha estratégicamente significativos en un corredor de 600 km del frente oriental durante la Segunda Guerra Mundial. Estos episodios tuvieron lugar entre el 2 de octubre de 1941 y febrero de 1942. El esfuerzo defensivo soviético había frustrado la estrategia de Adolf Hitler de tomar la ciudad de Moscú, capital de la Unión de Repúblicas Socialistas Soviéticas (URSS) y su ciudad más grande, que era considerada el primer objetivo militar y político de las fuerzas del eje en la invasión de la Unión Soviética.
La estrategia ofensiva alemana denominada Operación Tifón consistía en el empleo de dos ejércitos en un movimiento de pinza. Un ejército, formado por los 3.er y 4.º Ejércitos Panzer atacaría al norte de Moscú contra el frente de Kalinin, cortando simultáneamente la vía Moscú-Leningrado. El otro ejército se dirigiría al sur del óblast de Moscú hacia el frente occidental soviético, al sur de Tula con el 2.º Ejército Panzer, mientras que el 4.º Ejército avanzaba directamente hacia Moscú desde el oeste. Una operación adicional con nombre en clave Operación Wotan se había incluido en la fase final de la ofensiva alemana.
Inicialmente, las fuerzas soviéticas realizaron una estrategia defensiva del óblast de Moscú mediante la construcción de tres cinturones de defensa, desplegando reservas recién reclutadas y también trayendo tropas de Siberia y del distrito militar del lejano oriente. Consecuentemente y a medida que lograban detener la ofensiva alemana, comenzaron a ejecutarse contraofensivas estratégicas soviéticas y operaciones ofensivas de menor escala para forzar a los ejércitos germanos a posicionarse en los alrededores de las ciudades de Oriol, Vyazma y Vítebsk, estando cerca de rodear tres ejércitos alemanes en el proceso.

## Antecedentes

### Invasión alemana de la Unión Soviética
El 22 de junio de 1941 Alemania y sus aliados del Eje atacaron al ejército soviético que ocupaba Polonia tomando a los dirigentes políticos soviéticos por sorpresa, ya que habían desoído las numerosas advertencias recibidas sobre un inminente ataque alemán. Por tanto, la Wehrmacht alcanzó varias de las ciudades principales de la URSS como Minsk, Járkov y Kiev, y en cuestión de un par de meses, el Ejército Alemán ya estaba en Smolensk, la puerta de acceso a Moscú. El Grupo de Ejércitos Sur se dirigía a conquistar Ucrania y el Grupo de Ejércitos Centro se dirigía hacia Moscú. Las defensas soviéticas eran desastrosas y las bajas catastróficas. A comienzos de agosto de 1941 los alemanes capturaron la ciudad de Smolensk, un importante puesto de defensa en el camino hacia Moscú, pero los enfrentamientos en el área de Smolensk bloquearon el avance alemán hasta mediados de septiembre, haciendo inviable el Blitzkrieg. Al reanudar el avance, el cuerpo Panzer de Heinz Guderian alcanzó las afueras del área moscovita, donde Hitler le ordenó que virase hacia el sur para apoyar el ataque de Gerd von Rundstedt sobre la ciudad de Kiev.

### Situación previa del frente oriental
El 30 de septiembre de 1941 las divisiones de tanques del 2.º Grupo Panzer comenzaban el ataque hacia Moscú, tomando a los soviéticos desprevenidos y avanzando 60 km en un día. El 2 de octubre de 1941, el Grupo de Ejércitos Centro bajo el comando de Fedor von Bock lanzó el ataque principal hacia la capital, la llamada Operación Tifón, la "batalla definitiva" según Hitler. Las tropas germanas están diezmadas y agotadas tras 9 semanas de combates, les faltan repuestos y reservas de casi todo, pero su moral es muy alta por las incesantes victorias recientes. Al día siguiente, el Führer se dirigió al pueblo alemán después de tres meses de silencio público, con motivo de inaugurar la Tercera Campaña del Socorro de Invierno, una obra social del Reich. En su alocución en el Sportspalast de Berlín, Hitler habló de los combates en Rusia como " la mayor batalla de la historia".
Según Werhmacht, en el Frente de Este luchan unos 3 400 000 soldados germanos. de los cuales 560 000 han muerto o desaparecido.
En el frente oriental, el 2.º Panzergruppen al mando de Guderian toma la ciudad rusa de Orel, el 8 de octubre. En el cuartel general germano, Jodl afirmó que la "guerra ya está ganada".
Para el día 10 de octubre, el mariscal de campo Gueorgui Zhúkov tomó el mando en sustitución del mariscal Semión Budionni, el al cual se consideraba «mentalmente agotado», asumiendo Zhúkov la jefatura del frente oriental y de la defensa de Moscú. Como refuerzo, venían desde las regiones orientales importantes reservas de tropas siberianas frescas. Ese día, nueve Ejércitos soviéticos son cercados en Briansk y Viazma por varias unidades alemanas en su avance durante la Operación Tifón. Hay bolsas de resistencia cerca de Briansk y Viazma.
El 12 de octubre, las fuerzas alemanas derrotan a las tropas soviéticas que defendían la zona al oeste de Moscú, entre 70 y 80 divisiones al mando de Timoshenko y Eremenko. Caen prisioneros más de 630 000 soldados, y se incautan más de 1200 carros y 5400 cañones. Ese día, los alemanes llegan a Kaluga, a 160 km al sudeste de Moscú, pero su avance se ralentiza pues las lluvias de otoño hacen que los vehículos se estanquen en barrizales.
El 14 de octubre, la 11.º Panzerdivisionen ataca Kalinin (renombrada Tver en 1990), a 150 km al noroeste de Moscú. Los 2.º y 3.º Panzergruppen al mando de Hoth y Hoepner concluyen la maniobra de envolvimiento de Vyazma, donde están cercadas varias fuerzas soviéticas. En Moscú, el pánico empezaba a cundir entre la población civil, los moscovitas sabían que eran el próximo objetivo y empezaban a tomar iniciativas al respecto. El Oberkommando der Werhmacht u OKW, el Alto Mando del Ejército alemán, dio las órdenes para iniciar el cerco de Moscú. Sin embargo, los germanos infravaloraron la capacidad de lucha del Ejército Rojo, que, a pesar de sus grandes derrotas, aún podía movilizar gran cantidad de tropas.
Para el día 15 de octubre, la totalidad del cuerpo diplomático abandonó Moscú con destino a Samara. Se llenaron los ferrocarriles con las obras de arte, tesoros y especies valoradas y partieron en dirección al este, pero con destino desconocido. Se decretó la ley marcial, deteniéndose a todo sospechoso en las calles en busca de agentes alemanes encubiertos; los motines, saqueos y borracheras hicieron pensar en el caos de 1812 que culminó en el incendio de Moscú durante la invasión napoleónica. En el frente, fuerzas del 3.º Panzergruppen toman Kalinin, a 150 km al noroeste de Moscú, mientras que el 4.º Ejército alemán se halla combatiendo a unos 75 km de Moscú. Al día siguiente, el gobierno de la Unión Soviética (Stalin, Mólotov, Malenkov, Beria y Aleksandr Scherbakov) decidió, por razones de seguridad ante el implacable avance alemán en territorio ruso, trasladar la capital del país de Moscú a Kuibishev, a orillas del Volga. En la reunión se decidió también minar fábricas, puentes, ferrocarriles e incluso el metro de Moscú, en previsión de que el Ejército Rojo se viera obligado al combate urbano.
El 19 de octubre, Stalin proclama el Estado de Emergencia en la capital ante la proximidad de los alemanes, y Beria trajo varios regimientos de la NKVD para restablecer el orden por la fuerza. Los "alarmistas" fueron fusilados junto a los saqueadores y borrachos. En los sectores de Kaluga, Viazma y Kalinin, donde resistían hasta hoy grupos de soldados soviéticos, son ocupados por fuerzas alemanas. Al día siguiente, los alemanes acabaron con los últimos restos de resistencia soviética en Viazma y Briansk, haciendo más de 40 000 prisioneros rusos e incautándoles numeroso material de guerra. Sin embargo, la voluntad de lucha del Ejército Rojo se intensifica a medida que los alemanes se aproximan a la capital.
El general Gueorgui Zhúkov, recién llegado de Leningrado, comenzó a ejecutar los planes de defensa de la ciudad. Multitudes de ancianos, mujeres y niños son enviados a hacer fosos antitanques, aunque otros desbordaban las estaciones de ferrocarril de Kazán (Kazanski) y Yaroslav (Yaroslavski). Bombarderos alemanes dejaban caer octavillas sobre la ciudad con citas sarcásticas sobre el porvenir de Moscú, para incentivar el derrotismo de los civiles; ante ello las autoridades soviéticas advirtieron que recoger las octavillas alemanas aunque fuera para fumarlas, por parte de cualquier persona, se consideraría un crimen castigado con la pena de muerte. Los jefes de la Wehrmacht, que ya vislumbraban un rápido derrumbe del Ejército Rojo, encontraron a fines de octubre que la situación no era la esperada; una serie de escaramuzas locales les dio una señal de que el enemigo había redoblado sus esfuerzos para contenerlos y que efectivamente la Stavka soviética proyectaba defender Moscú.
El 30 de octubre, las fuerzas armadas alemanas se detuvieron en un frente perpendicular a la carretera Smolensk-Moscú, a unos 80 km de la capital. Las lluvias otoñales convirtieron los caminos en barrizales que frenaron el avance germano, dificultando también la llegada de suministros a las tropas en vanguardia. Los soviéticos recibieron refuerzos del Este, ya que Stalin decidió retirar tropas de las fronteras orientales atendiendo a que los informes del espía Sorge indicaban que Japón planeaba atacar a los norteamericanos y no atacaría a la URSS.

### "Llega el General Invierno"
La madrugada del 6 de noviembre, comienzan las primeras heladas premonitorias del riguroso invierno ruso. Los alemanes apenas tienen ropa de abrigo, pero el hielo endurece el barro otoñal y permite reanudar la marcha de los vehículos, reinstaurándose el aprovisionamiento a los frentes de combustible, víveres, armas y municiones. Sin embargo, aún prosiguen las lluvias. El OKW alemán solicitó perentoriamente el envío de ropas de invierno y vituallas para el efecto, pero tozudeces y descoordinaciones dificultaron el abastecimiento. Ante la insistencia, el dictador alemán Adolf Hitler arguyó que el soldado alemán es superior ante cualquier raza y adversidad por lo que las insistencias cesaron por parte de los oficiales del ejército alemán.

### La estrategia soviética de defensa

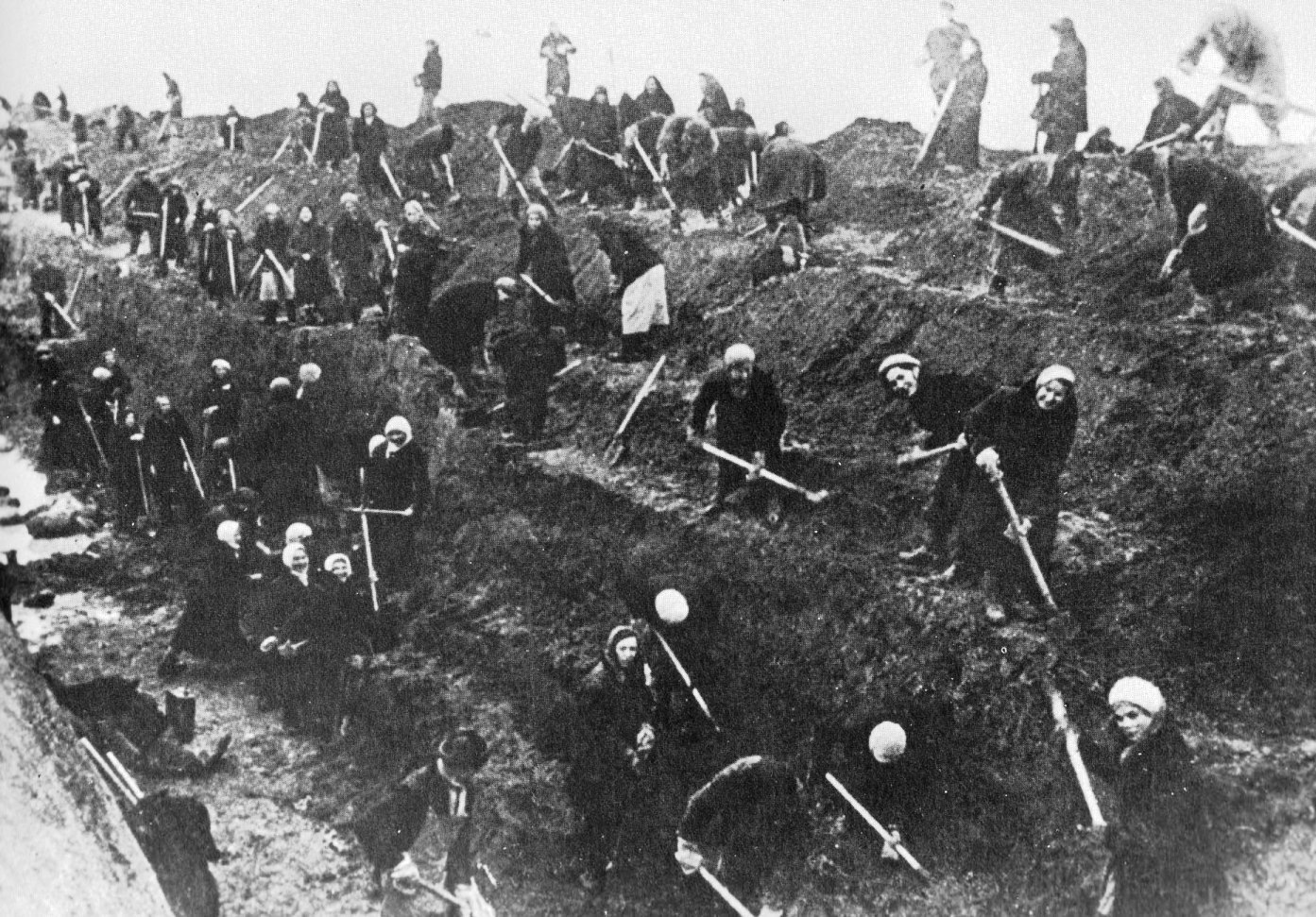
Civiles moscovitas cavan una zanja antitanque en las afueras de Moscú

Zhúkov estableció tres líneas de defensa principales, previendo un ataque en forma de pinzas. La primera línea tenía una dirección norte-sur; iba desde el poblado de Rzhev hasta Vyazma, tenía una longitud algo superior a los 100 km y se disponía unos 200 km hacia el oeste de Moscú. La segunda línea se extendía desde Kalinin (Tver en la actualidad) a Volokolamsk, Mozhaisk y Kaluga; defendía el centro de la capital, a unos 90 km de la misma. La tercera línea de defensa era la misma capital, que se iba a fortificar en forma de erizo. Miles de obreros, mujeres y niños salieron a las calles a cavar zanjas, montar defensas antitanque y trampas. También se colocaron en el mayor secreto cargas de dinamita en puntos estratégicos de la capital para volarla si era absolutamente necesario.
Los escuadrones siberianos venidos desde oriente no habían llegado todavía a su destino, Stalin programó además un desfile en la Plaza Roja donde desfilarían los batallones y de allí se dirigirían directos al frente. Stalin, permaneció en Moscú para dar un ejemplo de determinación para los soldados y los cada vez más desesperados civiles. Stalin ordenó realizar en la Plaza Roja el tradicional desfile militar del 7 de noviembre conmemorando la Revolución de octubre, a pesar del peligro que representaban los bombardeos alemanes, pero Stalin dijo que se concentraran todas las baterías antiaéreas disponibles en torno a la capital. En Moscú, Stalin decidió que los refuerzos cruzarían por la Plaza Roja, por delante del mausoleo de Lenin y marcharían directamente a enfrentarse al invasor al campo de batalla, incluso algunos tanques T-34 que desfilaron iban sin pintar, saliendo directamente de las fábricas hacia el frente. En las fábricas cercanas se armaban a toda velocidad cientos de tanques T-34 para ser usados en la batalla inminente. Se fortificaron los edificios y se plantaron cientos de nidos de ametralladoras antiaéreas comprometiendo a 24 000 civiles. Por el norte estaba Timoshenko, por el centro estaba Zhúkov y por el sur el general Andréi Yeriómenko.
En el discurso público desde el palacio del Kremlin en la Plaza Roja de Moscú, Stalin predice que las fuerzas invasoras alemanas se encaminan hacia un desastre.

### La estrategia alemana
Para el día 15 de noviembre, al terminar el período de lluvias otoñales y comenzar los primeros hielos el Heeresgruppe Mitte del general Von Bock comenzó con las operaciones de la segunda fase de la Batalla de Moscú empleando tres Panzergruppen: el 2.º de Guderian, el 3.º de Reinhardt y el 4.º de Hoepner, más tres cuerpos de infantería.
Ese día, en la localidad de Orsha se hizo una reunión de evaluación de la situación general, donde acudieron los líderes de la Wehrmacht en el sector moscovita. Algunos generales abogaron por atrincherarse y pasar a la defensiva manteniendo sus posiciones, otros calculaban que restaban como máximo tres semanas de buen tiempo, pudiendo realizarse la embestida contra la capital soviética y así luego apoyar al ejército del Grupo de Ejércitos Norte, que estaba muy debilitado. Al plantearse esta estrategia se aquilataba que cualquier retraso acarrearía graves dificultades y sufrimientos para la infantería y los vehículos, pudiendo comprometerse la totalidad del frente, que hasta ahora permanecía sólido. El general alemán Erich Hoepner comentó que debido a la carencia de abastecimientos se estaba creando una creciente debilidad de la moral en la tropa y en su capacidad ofensiva.
Llegó una directiva de Hitler que apremiaba a sus generales a tomar Moscú lo antes posible y se incluyó que no se aceptará ninguna capitulación, la ciudad deberá ser bombardeada y los civiles obligados a huir o a morir por hambre, solo se tomará la ciudad una vez liquidada su población. Se agregó una instrucción especial de destruir con dinamita el Kremlin.
Se tomó la decisión de continuar apenas cesaran las lluvias, la estrategia era usar el ataque de pinzas rodeando primero la capital por el norte con una ofensiva hacia Kalinin y hacia Klin y por el sur desde Tula hacia el río Oká para embolsar la ciudad.
El 4.º Ejército de Von Kluge fue el encargado de realizar la operación, y esta comenzó el 20 de noviembre de 1941.
El grupo "Mitte" o Centro debía envolver Moscú, el 2.º y el 3.º Grupo Panzer irían a Rashev y Kalinin, el 4.º Grupo Panzer de Hoeppner, por el norte, el 4.º Ejército tomaría la posición Mozhais-Kaluga, el 2.º Ejército después de limpiar la bolsa de Briansk iría al sudeste. Guderian con su II Grupo Panzer iría por Tula y Kolomna.

## El avance hacia la capital

### La primera fase

El frente oriental durante la batalla de Moscú:
a 9 de julio de 1941
a 1 de septiembre de 1941
a 9 de septiembre de 1941
a 5 de diciembre de 1941

Las acciones comenzaron el 17 de noviembre de 1941. Apenas cesó la ventisca, el 3.º Grupo Panzer de Hoth se dirigió en la línea norte hacía Rashev-Kalinin-Klin. El 21, la fuerza de tanques del General Hoth captura Klin, a unos 80 km de Moscú. Las fuerzas alemanas más cercanas a la capital soviética se encuentran a apenas 56 km, rompiendo el segundo cinturón defensivo de la capital. En los siguientes días, el grueso del ejército se dirigió por la carretera Smolensk-Moscú y ocupó desde Podolsk a Maloyaroslavets, para luego desbordar en Kaluga. El 4.º Grupo Panzer de Erich Hoepner ocupó la línea desde Ruza hacia Volokolamsk por todo el borde occidental del río Moscova, por el lado norte y avanzando hacia el centro. El 2.º Grupo Panzer de Heinz Guderian se dirigió hacia Tula y después debía doblar hacia Kolomna por el norte, rebasando el río Nara y el río Oká. Guderian va solo con unidades mecanizadas, la Grossdeutschland se le adelantó para tomar Tula y no lo consiguió. El frío se hacía sentir, súbitamente las temperaturas llegan a -30 °C y descienden aún más, hasta alcanzar los -42 °C. Von Kluge, para tener una mejor posición, se instaló en Maloyaroslavets, casi en la línea de fuego. De ahí envió a su XIII Cuerpo Panzer para tomar Kaluga y a su LVII Cuerpo para tomar Bórovsk.
El 2.º Grupo Panzer de Guderian quedó detenido en la ribera del río Oká enfrentándose a varias divisiones soviéticas que lo pusieron en difíciles aprietos.
Prosiguió el rápido Heinz; tomó sucesivamente Yefrémov, Dedínovo, Poliania y se acuarteló en la finca de Yásnaia Poliana, la casa de Tolstói, donde estaba también su tumba, que estaba completamente llena de explosivos, lista para ser volada. El 27 de noviembre, Guderian logró franquear el Oká, pero a costa de muchas bajas, recibiendo además una contraofensiva del 239.º Cuerpo siberiano ruso, que lo detuvo en seco, sembrando la nieve de cadáveres alemanes. El 28 de noviembre se produjeron los combates más fieros entre los SS Das Reich y la 78.ª División siberiana al tomar Istra; el termómetro marcaba -40 °C y la luz solar apenas duraba cinco horas. Guderian y Hoepner acicateaban a Von Kluge, cercado en Maloyaroslavets, para que coordinara un ataque en línea en las tres direcciones; es la única forma de salir del estancamiento. A pesar de los grandes esfuerzos de las fuerzas alemanas, estaban a unos 30 km al oeste de la capital. Lo más próximo a Moscú.
Von Kluge accedió a realizar un esfuerzo supremo el 30 de noviembre. En el norte de la capital, el 9.º Ejército alemán a las órdenes de Strauss alcanza el otro lado del Canal Moscovia-Volga, hallándose a 96 km de Moscú. Las tropas alemanas están expuestas a las extremas condiciones meteorológicas del invierno ruso y además padecen severas restricciones en sus abastecimientos. Halder recibió información de Inteligencia que le señaló que el enemigo había llevado divisiones siberianas de refresco. Veinte de ellas se habían estacionado a la entrada de Moscú, el ejército alemán solo contaba con una, la 225.ª División de Infantería, Franz Halder informó a Walther von Brauchitsch, comandante en jefe de las operaciones en Berlín, que el ataque no tenía sentido y que la tropa estaba al límite de sus fuerzas, muchos soldados se echaron a morir en la nieve y se negaron a luchar. Von Brauchitsch se había entrevistado con Hitler (10 de noviembre de 1941) y le propuso la suspensión del ataque a Moscú hasta la primavera. Hitler lo escuchó a medias, palideció y lo interrumpió secamente vociferando: -"¡Quiero Moscú, no me impediréis tener Moscú!". Von Brauchitsch salió del despacho de Hitler mudo, temblando y blanco como la nieve en el frente ruso (en 1939 había pasado una situación similar al sugerirle la imposibilidad de conquistar Europa), sufrió un ataqué cardíaco; al día siguiente fue destituido y Hitler asumió la total comandancia de las operaciones. En cuanto la campaña por la toma de Moscú, tácticamente el grueso del ejército alemán había sido detenido parcialmente por los rigores del invierno, la feroz resistencia soviética y la falta de suministros, las tropas germanas del General Von Bock se hallan muy extenuadas, prácticamente sin abastecimientos de alimentos, combustible, aceite y municiones, además de sufrir temperaturas de -30 °C careciendo de la ropa y calzado adecuado; hasta la grasa de las armas se congelaba. 

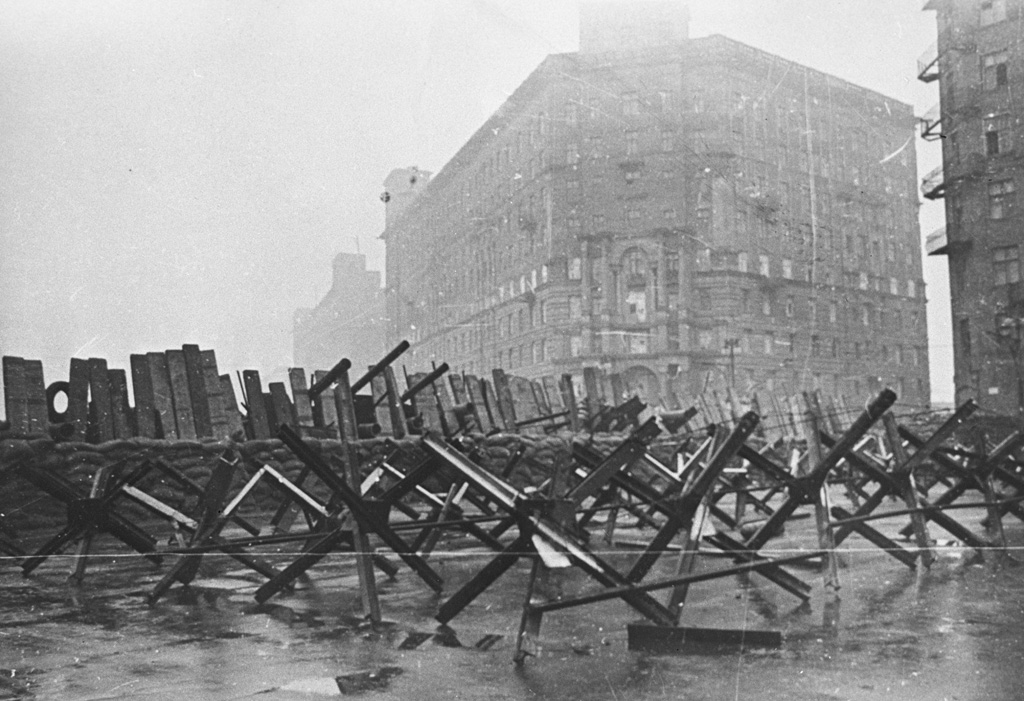
Barricadas en Moscú.

Para el día 1 de diciembre, el 4.º Ejército alemán de Von Kluge avanzó hacia la capital a través de bosques y tierras pantanosas; desde el norte los ejércitos 4.º y 2.º de Hoepner y Guderian inician una maniobra envolvente. El 2 de diciembre, la 2.ª División Panzer de Guderian consigue abrir un camino en el cinturón de las líneas defensivas moscovitas. La localidad de Kalinin fue tomada el 4 de diciembre de 1941. Unidades panzer rebasaron el río Klin y se posicionaron frente a Oserétskoye. Hitler vociferó por el teléfono, acicateó a Von Bock, insultó a Guderian por no consolidar su cabecera de playa en el Oká. Casi al mismo tiempo, el 5 de diciembre, después de una agotadora marcha dificultada por el barro, se tomó la orilla a costa de muchas bajas alemanas.
Hitler había previsto una rápida victoria en verano. Por lo que la ropa de abrigo y el camuflaje blanco eran escasos cuando llegó el invierno, además a priori los tanques y vehículos quedaban inmovilizados al descender las temperaturas por debajo del punto de congelación. Había que encender hogueras bajo los motores antes de hacerlos partir, muchos tanques tenían sus orugas pegadas al suelo helado. La Luftwaffe, en la que se apoyaba fuertemente la infantería, a menudo se tenía que quedar en tierra. Los aceites, los líquidos hidráulicos y los anticongelantes no resistían el frío extremo, las armas se atascaban por el hielo o dejaban de funcionar como los subfusiles MP40 y las ametralladoras MG34; también al tocar un tanque o superficie metálica con la mano desnuda se queda pegada y se procede a la amputación. Los motores diésel no arrancaban ni prendiendo hogueras bajo ellos; hubo que abandonar las máquinas; el pan, la grasa y mantequilla se endurecían hasta el punto de quedar incomestibles, se atascaban las armas automáticas y es necesario quitarles las armas a los cadáveres rusos pues estas sí funcionan y bien.
Para lograr camuflarse se derrama sobre las máquinas pintura blanca conseguida en algún granero o bien, llegada desde la intendencia. En su desesperación, muchos hombres se echaban sobre sus uniformes cortinas e incluso manteles arrebatados de las casas de los campesinos.
Cada cadáver enemigo contiene armas que funcionan (como el subfusil PPSh-41 que no se congelaba debido al mayor espacio entre sus partes móviles), ropas adecuadas, botas gruesas, etc. El tomar estas cosas constituye una esperanza de salvarse, pero también conlleva el riesgo de fusilamiento, pues va contra el reglamento. Muchos oficiales alemanes hacen la vista gorda. Normalmente los rusos atacaban durante la madrugada, cuando las temperaturas eran todavía más bajas.
El sufrimiento del soldado de infantería frente a ese extremo escenario llegó a cotas difíciles de vencer. Además, el invierno de 1941-1942 fue inusualmente frío incluso para los estándares rusos (hacia -40. °C). No obstante, tras la guerra, Zhúkov acusará a los alemanes de excusar su derrota en el frío, afirmando en sus memorias que "en los días de noviembre de la ofensiva general alemana, la temperatura oscilaba entre los 7 y los 10 grados centígrados bajo cero". Si bien, la mayor parte de estos eventos se dieron a comienzos de 1942, la situación fue similar a la caótica retirada de la Grande Armée de Moscú de 1812.
La defensa soviética en las proximidades de Moscú fue increíblemente heroica. Los soviéticos enviaron miles de reclutas y voluntarios, batallones enteramente engrosados de mujeres trabajadoras que se alistaron para enfrentarse al fuego de las metrallas alemanas.
Fue precisamente en el frente de Moscú donde se acuñó el término Panfílovtsy: Iván Panfílov, comandante de la 316.º División de Fusileros, murió en un duro y suicida enfrentamiento de infantería contra tanques alemanes. Solo un puñado de soldados soviéticos gravemente heridos sobrevivieron a la carnicería. Murió también en ese enfrentamiento un gran número de soldados alemanes.

### Segunda fase: Contraofensiva soviética

La contraofensiva soviética en invierno, 5 de diciembre de 1941 a 7 de mayo de 1942

Stalin dirigió las operaciones de la contraofensiva del Ejército Rojo desde su búnker del Kremlin. El 5 de diciembre de 1941, Zhúkov se le ordenó lanzar un masivo contraataque soviético contra el ejército alemán, que estaba a escasos 42 km del borde externo de la capital, en la más grande ofensiva lanzada contra el Grupo Central. La contraofensiva soviética en el norte comprende 4 Ejércitos. Más al sur los rusos movilizan 10 Ejércitos más, unas 100 divisiones, en un frente de unos 250 km, contra las diezmadas y agotadas fuerzas alemanas de Bock, quienes se impresionan ante la avalancha de tropas surgidas súbitamente del Este. Stalin había traído a 17 Ejércitos que guarnecían las fronteras rusas orientales para defender Moscú. La ofensiva se desarrolló en todos los sectores en el área moscovita durante los siguientes días. Durante el otoño, Zhúkov había estado preparando estas fuerzas soviéticas frescas y bien equipadas del Extremo Oriente, pero manteniéndolas en la retaguardia hasta la fecha determinada para la contraofensiva. Zhúkov contaba con información de inteligencia provista por Richard Sorge, quien ya había advertido precisa y oportunamente sobre la Operación Barbarroja, informando que Japón no atacaría en el este. Con el enemigo demasiado cerca del centro de Moscú como para ignorarlo, Zhúkov lanzó estos refuerzos contra las líneas alemanas, en conjunto con los superiores tanques T-34 y lanzadores de cohetes Katyusha recientemente construidos.
Las nuevas tropas siberianas y mongoles, bien pertrechados contra el frío, se lanzaron contra los invasores alemanes en el área de Kalinin, y al noroeste de Moscú. Los soldados soviéticos aprovechan la buena red vial moscovita para acudir a los frentes con rapidez, pues sus tanques T-34 van directos de la cadena de producción al combate. Entre sus filas contaban muchos batallones skiinglski. Prosigue la ofensiva soviética contra el Grupo de Ejércitos Mitte o Centro, rompe el frente alemán. Los germanos huyen en desbandadas abandonando equipo pesado, la mayoría inmovilizado por congelamiento. Para el 9 de diciembre, el ejército soviético había recuperado las localidades de Klin y Kitvin.
El 13 de diciembre, el Sovinformburó, o gabinete de propaganda ruso, proclamaba el fracaso de la ofensiva alemana sobre Moscú. Entre la lista de los heroicos generales defensores de la capital figuran Zhúkov, Rokossovski y Vlasov. El 14 de diciembre, el 9.º Ejército Alemán evacua la ciudad de Kalinin, a 160 km de Moscú, empujado por la potente ofensiva soviética. Como resultado del exitoso contraataque, Tula fue liberada por los soviéticos el 16 de diciembre de 1941.
Para el día 20 de diciembre, las fuerzas en retirada del Grupo de Ejércitos Centro en el frente de Moscú habían retrocedido las líneas hacia el Oeste donde siguiendo órdenes estrictas de Hitler debían mantenerse y luchar para contener el avance soviético. El 25 de diciembre, Hitler releva al general Guderian por el general Schmidt al mando del 2.º Ejército alemán, que se hallaba en el frente ruso. El 28 de diciembre, Hitler pide al ejército alemán en el Este que siga combatiendo contra la ofensiva rusa "hasta el último hombre" y dicta órdenes para la continuación de la lucha en el frente ruso, donde los soviéticos habían lanzado una potente ofensiva. En Alemania, todos los deportistas alemanes habían entregado ya sus equipos de invierno al ejército, tal como había ordenado Hitler. El 1 de enero de 1942, fue el día que concluiría en Alemania la campaña de 16 días de recogida de ropas y pieles de abrigo para los soldados del frente ruso, que sufrían mortalmente la carencia de estas. Según el Reichminister de propaganda Goebbels, se recogieron más de 67 230 000 prendas durante todo el mes de enero.

El 2 de enero de 1942, en el centro del frente ruso, las tropas de élite siberianas y mongolas del Ejército Rojo, bien entrenadas y equipadas, logran abrir una brecha en las líneas alemanas cercanas a la localidad de Rshev. Desde el inicio de la ofensiva soviética, el Grupo de Ejércitos Centrales germanos se bate a la defensiva contra un enemigo muy superior. Al día siguiente, un sorpresivo bombardeo nocturno contra la capital soviética. Pero no tuvo efecto alguno en la ofensiva soviética hacia la localidad de Kaluga, que cae al día siguiente, ante las tropas del Ejército Rojo, al suroeste de Moscú. El 5 de enero, Stalin ordenó al Estado Mayor del Ejército Rojo que preparase y realizara una ofensiva en todo el frente ruso ese mismo invierno. Para el día 7 de enero, ya era evidente que los alemanes habían sido derrotados y obligados a retroceder de 100 a 250 km de Moscú. 

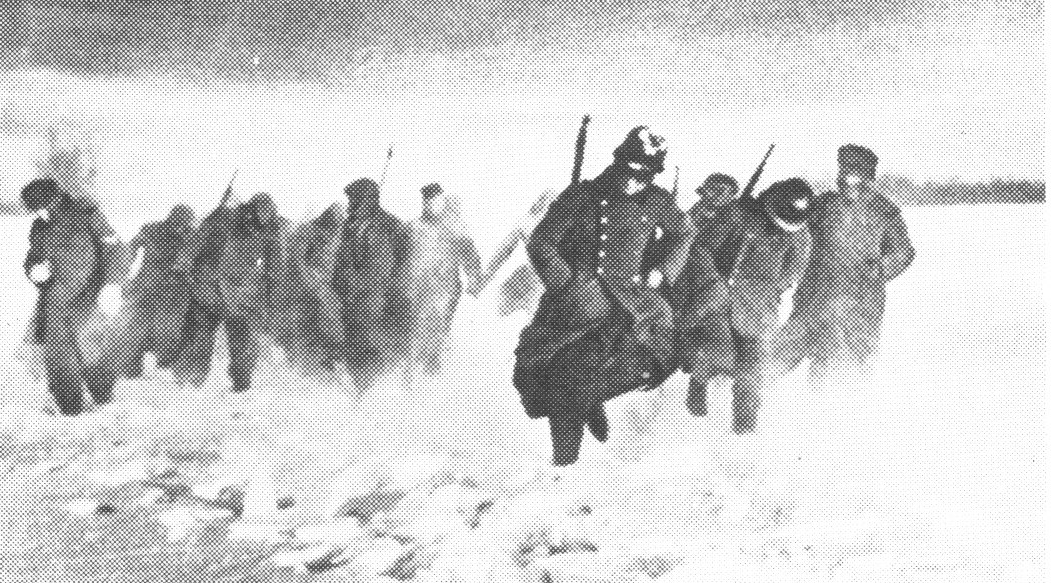
Instantánea que muestra la retirada alemana desde Moscú en condiciones climatológicas extremas.

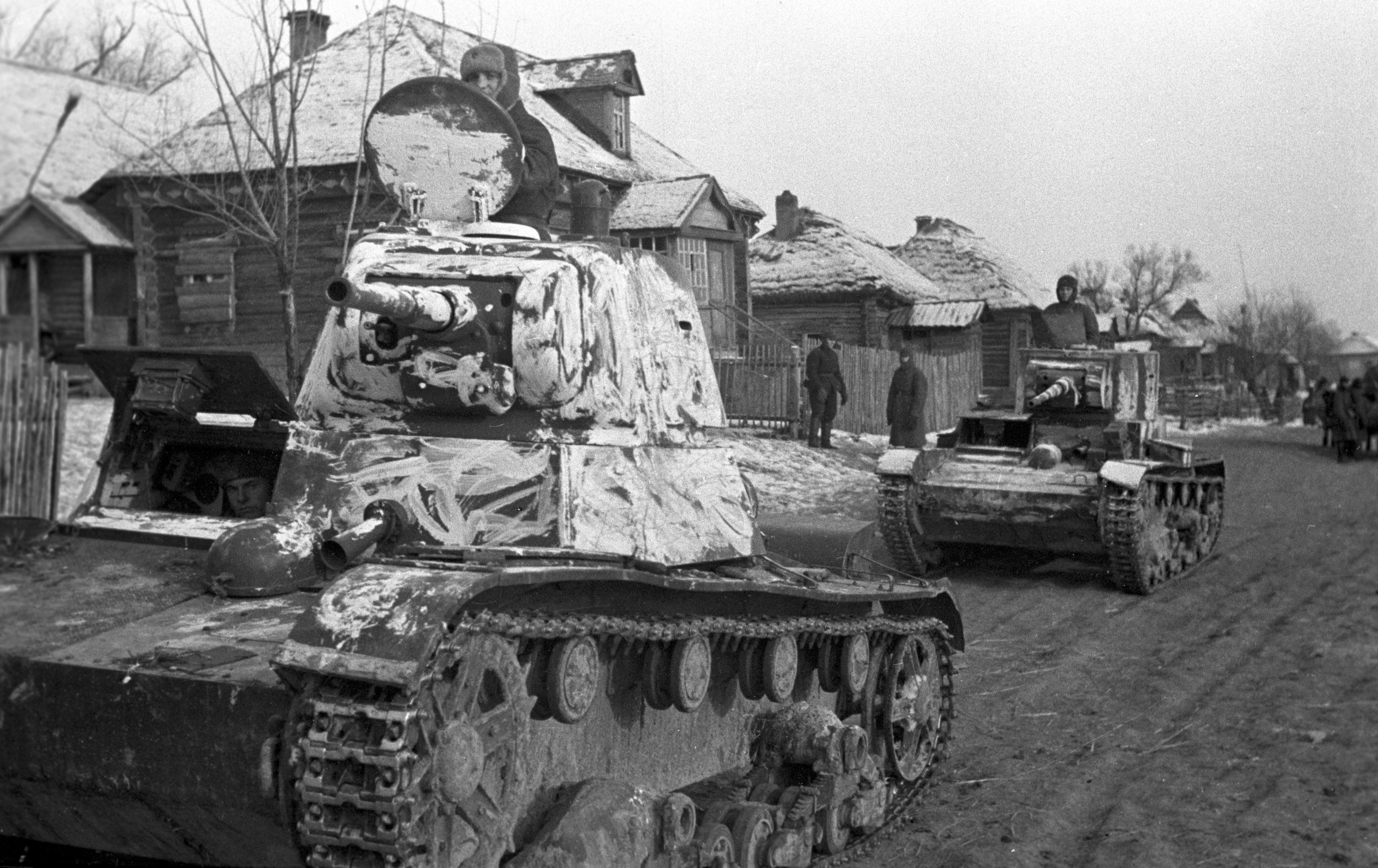
Los tanques soviéticos en el óblast de Moscú

En cuanto al general Guderian, decide abandonar el ataque a Moscú y replegar a sus tropas hacia el Oeste. En la retirada los invasores sufren los rigores del invierno ruso por falta de ropa de abrigo, su deficitario reabastecimiento también les lleva a carecer de aceite, combustible y municiones. El general Zhúkov opinará que los alemanes fracasaron al desaprovechar la red ferroviaria soviética por su ancho de vía. Los rusos dicen haber eliminado a unos 85 000 alemanes desde su ofensiva del 16 de noviembre en la operación pequeño Tifón.
El 8 de enero de 1942, en la capital alemana, Hitler destituye al general Hoepner, jefe del 4.º Ejército Panzer alemán. Esta decisión se debió a la retirada de la unidad mandada por el general ante el arrollador avance soviético, contraviniendo la orden del Führer de resistir a ultranza al Ejército Rojo. Al día siguiente, en el frente, el Ejército Rojo ataca en la zona septentrional de Rusia y en la zona de Kalinin y abre brechas en las líneas alemanas.
Ante el avance del Ejército Rojo, el 15 de enero, el Grupo de Ejércitos germanos comandados por Von Kluge evacuan la ciudad de Kaluga y se repliegan a posiciones más al oeste.
El 24 de enero de 1942, en una contraofensiva del Grupo de Ejércitos Centro retoman Suchinitshe, amenazando Kaluga. Tropas aerotransportadas rusas fueron lanzadas al sur de Viazma durante los últimos 5 días.
El 1 de febrero de 1942, comienza la ofensiva contra Rzhev-Viazma, en el medio oeste de Rusia. con consecuencias desastrosas para el Ejército Rojo. El 3 de febrero, fuerzas alemanas del Grupo de Ejércitos del Centro lanzó un contraataque en Viazma, abriendo una brecha entre las líneas soviéticas hasta ahora en avance y atenazando al sureste de la ciudad al 33.º Ejército, al 1.º Cuerpo de Caballería y al Cuerpo de tropas Aerotransportadas del Ejército Rojo, que mantienen una dura resistencia aún estando cercados.
A comienzos de marzo, el 50.º Ejército soviético consigue hacer retroceder al 4.º Ejército alemán de Yújnov. El fin de la ofensiva era tratar de liberar al 33.º Ejército ruso, cercado por los germanos en las cercanías de Viazma. El 5 de marzo, se detiene la ofensiva soviética de invierno.
El 21 de marzo de 1942, el 2.º Ejército de Choque soviético, al mando del general Vlásov fue cercado en el frente del río Voljov, por el 17.º Ejército alemán del general Fritz Lindeman. Será capturado, y más adelante reclutado por los alemanes para formar un ejército de liberación, más conocido como ROA, los cuales consistirán de prisioneros rusos internados en los campos de concentración alemanes, serán utilizados como propaganda anticomunista de desmoralización a las tropas soviéticas. Ese día, en el Kremlin el líder soviético Iósif Stalin escribió en deferencia a los alemanes, en su directiva n.º 55, que "...los Hitler van y vienen, el pueblo y el estado alemán permanecerán..."
Desde la tarde del 13 de abril se perdió todo contacto con el cuartel general del 33.º Ejército. Contrariamente al plan del cuartel general del frente occidental y a la orden de G. K. Zhukov de ir a Kirov, I. V. Stalin personalmente da permiso a M. G. Efremov para ir por la ruta más corta a Ugra, donde los restos del ejército son emboscados. El ejército deja de existir como un organismo único y sus unidades individuales se dirigen hacia el este en grupos dispares. Los restos del 33.º Ejército soviético cercados desde febrero en las cercanías de Viazma son aniquilados por las tropas alemanas. El 17 o 18 de abril, el herido M. G. Efremov se suicidó. En las ofensivas de invierno, el Ejército Rojo habría perdido en total unos 776 800 soldados; 957 carros, casi 7300 piezas de artillería y 550 aviones.
A pesar de los recientes reveses, los soviéticos logran consolidar sus posiciones a finales de abril, habiendo repelido la amenaza alemana fuera del alcance de Moscú. La victoria en los suburbios de Moscú proveyó de un importante empuje para la moral soviética, en tanto que el ejército alemán había perdido su aura de invencibilidad. No habiendo podido derrotar a la Unión Soviética en un rápido ataque, los alemanes tuvieron que prepararse para una larga y sangrienta guerra de posiciones. La Blitzkrieg no tuvo éxito. Guderian había sido destituido por Von Kluge al no poder tomar Moscú. Sin embargo, falló la operación de liberación de Rzhev y Viazma, llevada a cabo hasta el 20 de abril de 1942, por lo que los alemanes continuaron amenazando Moscú desde esas direcciones.
De acuerdo con fuentes soviéticas 1 806 123 hombres del Ejército Rojo murieron, fueron heridos o dados como desaparecidos durante la fase defensiva y la posterior contraofensiva, en tanto que, más de 580 000 soldados alemanes murieron, fueron heridos o dados como desaparecidos durante el total de la batalla. Por el heroísmo de los defensores, se le dio a Moscú el título de Ciudad heroica en 1965, conmemorando el vigésimo aniversario de la victoria soviética sobre la Alemania nazi en 1945.

## Estabilización del frente
Ignorando los consejos de sus generales, Hitler no ordenó la retirada general. Esta orden es hasta hoy en día motivo de discusión, ya que varios expertos, como el general Günther Blumentritt, aseguran que una retirada en pleno invierno hubiera concluido con la masacre de las tropas alemanas, ya que la práctica de tierra quemada y los caminos intransitables hubieran obligado a los exhaustos alemanes a abrirse paso por el campo, facilitando su captura al enemigo. Sin embargo, esta decisión de Hitler, tomada por razones políticas, lo motivaría a ignorar cada vez más el consejo de sus oficiales en el futuro, con desastrosos resultados.
En marzo de 1942, el frente de Moscú se estabilizó, aunque esto nunca significó que el peligro hubiera terminado, ya que las bajas temperaturas siguieron causando bajas en los ejércitos alemanes, no obstante, la actividad bajaría y la atención de Hitler se desviaría hacia el Cáucaso, en dirección a Stalingrado donde la Wehrmacht estaba mostrando resultados positivos.

## En la cultura popular
La defensa de Moscú ha trascendido en música, videojuegos y películas. En 2021, el grupo sueco de power metal Sabaton dedicó su sencillo "Defense of Moscow" a la misma, haciendo así la versión del grupo ruso Radio Tapok.